# Thalassodes viridicaput
Thalassodes viridicaput är en fjärilsart som beskrevs av W. Warren 1897. Thalassodes viridicaput ingår i släktet Thalassodes och familjen mätare. Inga underarter finns listade i Catalogue of Life.